# تپه خولکوان جار
تپه خولکوان جار مربوط به دوران‌های تاریخی پس از اسلام است و در شهرستان بیجار، بخش مرکزی، روستای قشلاق لو واقع شده و این اثر در تاریخ ۲۴ فروردین ۱۳۸۲ با شمارهٔ ثبت ۸۰۳۲ به‌عنوان یکی از آثار ملی ایران به ثبت رسیده است.